# Semiothisa umbrata
Semiothisa umbrata là một loài bướm đêm trong họ Geometridae.